# Петрухин, Игорь Филиппович
И́горь Фили́ппович Петру́хин (11 февраля 1945 года, Москва) — советский и российский спортсмен, актёр, артист цирка, спортивный журналист, телеведущий, заслуженный артист России, обладатель «Золотого Оскара» Международной ассоциации ветеранов спорта, главный редактор (2006—2007) и президент (2008—2011) телеканала «Боец». Популяризатор бодибилдинга и боевых единоборств на российском телевидении.

## Биография
Родился и вырос в Москве. Образование высшее (окончил институт физкультуры в Москве, институт театра, музыки и кинематографии в Ленинграде).
В 1966 году стал первым чемпионом СССР по бодибилдингу на чемпионате по атлетической гимнастике, проходившему в Москве. Петрухин также выиграл все последующие 12 турниров — в Москве, Прибалтике, Белоруссии.
С 1966 по 1995 год работал в Цирке на Цветном бульваре. Был акробатом, силовым жонглёром, 20 лет дрессировал змей и медведей. Снялся в 12 художественных фильмах. Про него снято 4 документальные ленты.
В 1987 году вышел детский фильм «Цирк приехал», в котором Игорь Петрухин сыграл актёра цирка, дядю Проню.
В 1996 году Игорь Петрухин вместе с Юрием Никулиным открыл в цирке ресторан «38 попугаев». 
С ноября 1996 по октябрь 2015 года работал на «НТВ-Плюс», автор и ведущий программ «Крутые девчонки» и «Железный фактор» на «НТВ-Плюс Спорт». Также вёл рубрику о фитнесе на основном канале НТВ: с 1996 по 1997 год — в программе «Дистанция», а с 2002 по 2004 год — в блоке «Утро на НТВ». Постоянный комментатор телетрансляций с конкурсов бодибилдинга «Арнольд Классик».
В 1997 году, на 33-й «Олимпии» в Лос-Анджелесе, был награждён Золотой медалью за вклад в развитие бодибилдинга. В 1998 году — «Золотым Оскаром» Международной ассоциации ветеранов спорта (единственный россиянин, награждённый данным призом).
Заслуженный артист России.
С августа 2006 по октябрь 2007 года — главный редактор телеканала «Боец». С февраля 2008 по январь 2011 года — президент канала, комментатор телетрансляций. В настоящее время на канале не работает.

## Награды
- Звание Российского союза боевых искусств «Мастер Боевых Искусств», 2007 г.
- Общественный Орден Российского союза боевых искусств «За особые заслуги», 2008 г.(пятый награждённый этим орденом)
- Общественный Орден Российского фонда «Общественная награда» «За профессионализм» 1 степени, 2007 г.
- Общественный Орден Федерации Киокушинкай каратэ России «За Заслуги» 3 степени, 2006 г.
- Профессиональная Премия в области Кёкусинкай «Super Karate Award» — «За продвижение в СМИ», 2005 г.
- Профессиональная Премия в области Кёкусинкай «Super Karate Award» — «За продвижение в СМИ», 2009 г.
- Памятная медаль «Leadership Award» Фонда А. Шварценеггера, 2008 г.